# 1190 Pelagia
1190 Pelagia (1930 SL) là một tiểu hành tinh vành đai chính được phát hiện ngày 20 tháng 9 năm 1930 bởi G. Neujmin ở Simeis.